# Kristen Gjøtrup
Kristen Gjøtrup (27. februar 1919 i Hjermind – 13. marts 2009 i Randers) var en dansk politiker, der var borgmester i Randers Kommune 1974-1988, valgt for Socialdemokratiet.
Gjøtrup blev først uddannet kommis i en brugsforening. Han blev senere uddannet politiassistent og arbejdede først ved kystbevogtningen i Rungsted Kyst, hvor han i 1944 var han vidne til den tyske besættelsesmagts afvæbning af det danske politi. Efter krigen vendte han tilbage til Randers og fungerede som anklager ved politiet gennem 17 år, ligesom han var formand for Randers Politiforening fra 1950 til 1963. Han var desuden tillidsmand i en årrække og forlod først endeligt politiet i 1982.
Efter at have været medlem af Socialdemokratiet i mange år, blev han i 1950 han indvalgt i Randers Byråd, blev senere formand for teknisk udvalg og i 1961 gruppeformand. I 1974 blev han borgmester og sad frem til 29. februar 1988, hvor han overlod posten til partifællen Keld Hüttel. Under hans periode udvikledes det nordiske samarbejde, hvilket førte til at Randers fik en række venskabsbyer. Gjøtrup var meget optaget af byens udvikling, ikke mindst indenfor kultur og idræt.